# سبيل إنتنر-دودوروف

Diagram of the Entner-Doudoroff pathway (KDPG: 2-keto-3-deoxy-6-phosphogluconate)

يصف سبيل إنتنر-دودوروف (بالإنجليزية: Entner–Doudoroff pathway)‏ سلسلة من التفاعلات الكيميائية المتحفزة باستخدام انزيمات محددة والتي تنشط اثناء العمليات الايضية الاولية لدى البكتيريا. في هذا المسار يتم تحطيم (تفكك وتحويل) الغلوكوز إلى حمض البيروفيك باستخدام انزيمات محددة قد تكون تلك المستخدمة في التحلل الغلايكولي أو المستخدمة في مسار الفسفرة. أول تقرير واعلان لمسار انتنر-دودوروف كان من قبل مايكل دودوروف وناتان انتنر من قسم علم دراسة البكتيريا (بكتيريولوجي) في جامعة كاليفورنيا عام1952. 
الأعمال الاخيرة على مسار انتنر-دودوروف توضح ان استخدام المسار لا يقتصر على الكائنات بدائية النوى كمان كان يعتقد سابقا. ولتدليل على ذلك خصيصا هناك اثبات مباشر يدل على استخدام نبات الشعير لمسار انتنر-دودوروف. واحتمالية استخدام مسار انتنر-دودوروف من قبل النباتات الأخرى مثل الطحالب والسرخس أصبحت مرتفعة ومنتشرة وذلك بالاعتماد على تحليل بيانات التسلسل الاولي.
تتمثل الخصائص المميزة لمسار انتنر-دودوروف في انه:-
-	يستخدم 6-phosphoglayconate dehydratase و 2-keto-3-deoxyphosphogluconate aldolase لتكوين البيروفات من سكر الغلوكوز.
-	لديه الناتج الصافي جزيء ATP لكل جزيء جلوكوز معالج بالإضافة إلى جزيء NADH وجزيء NADPH. بالمقارنة مع التحلل الغلايكولي الذي فيه ناتج صاف من الطاقة يتمثل في جزيئين ATP وجزيئين NADH لكل مركب غلوكوز يدخل في عملية الهدم الايضية 

## الكائنات الحية التي تستخدم مسار انتنر- دودوروف
هناك العديد من البكتيريا التي تستخدم مسار انتنر- دودوروف في عملية تكسير الغلوكوز وهي غير قادرة على القيام بعملية الهدم عن طريق التحلل الغلايكولي (على سبيل المثال تفتقر إلى انزيمات التحلل الغلايكولي الاساسية مثل فوسفوفركتوكيناز (phosphofructokinase) كما شوهد في نوع بكتيريا السيدوموناس (Pseudomonas). وتشمل الاجناس التي يكون فيها المسار بارزا بما فيها سالبة غرام كما هو موضح ادناه. بكتيريا موجبة غرام مثل البكتيريا المكورة المعوية البرازية (Enterococcus faecalis). كما في العديد من العتائق (ابدائيات) (الفرع الثاني المتميز من الكائنات بدائية النوى والمجال الثالث للحياة بعد البكتيريا بدائية النواة التي على شكل عص ومتعددة الخلايا).معظم الكائنات التي تستخدم هذا المسار هي هوائية بسبب قلة إنتاج جزيء الطاقة ATP من كل جزيء غلوكوز يتم تكسيره
[بحاجة لرقم الصفحة]
امثلة على البكتيريا التي تستخدم هذا المسار:

•	بكتيريا السيدوموناس (Pseudomonas): جنس من البكتيريا سالبة غرام.
يوجد حتى الآن دليل على استخدام واحدة على الاقل من الكائنات حقيقية النواة لهذا المسار مما يشير إلى انها قد تكون أكثر انتشارا مما كان يعتقد سابقا.
نبات الشعير أيضا يستخدم مسار انتنر-دودوروف
يوجد مسار انتنر-دودوروف في العديد من أنواع البدائيات ذات عمليات الايض المشابهة في تعقيدها للبكتيريا وحقيقية النواة السفلية وغالبا ما تتضمن كلا من هذا المسار وامبدن-مايرهوف-بارنس للتحلل الغلايكولي ما عدا في الغالب كانواع معدلة فريدة من نوعها. 